# Jajapur
Jajapur är en stad i den indiska delstaten Odisha, och är huvudort för ett distrikt med samma namn. Folkmängden uppgick till 37 458 invånare vid folkräkningen 2011.
Staden ligger på högra stranden av floden Baitarani. Det var huvudstad i Orissa under Somavasmidynastin, har många ruiner av Shivatempel och njuter stora inkomster av dess årliga religiösa fest, vid vilken skaror av pilgrimer samlas för att bada i den heliga Baitarani, den indiska mytologins Styx.